# 貧乏山
貧乏山（びんぼうやま）は北海道七飯町にある山。標高501m。

## 概要
山に草や木がなかったことから名付けられた。
NHKの番組『日本人のおなまえ』にて珍しい名前の山として取り上げられた。